# تفاعل الإنسان مع الحاسوب
التفاعل بين الإنسان والحاسوب (بالإنجليزية: Human–computer interaction، اختصاراً HCI)‏، هو علم يبحث تصميم واستخدام تكنولوجيا الكمبيوتر، مع التركيز على الواجهات بين الناس (المستخدمين) وأجهزة الكمبيوتر. الباحثون في مجال التفاعل بين الإنسان والحاسوب يراقبون الطرق التي يتفاعل بها البشر مع أجهزة الكمبيوترويصممون تكنولوجيات وتقنيات تسمح للبشر التفاعل مع أجهزة الكمبيوتر بطرق جديدة ومبتكرة.
كمجال من مجالات البحث العلمي، يقع التفاعل بين الإنسان والحاسوب بين علوم الحاسوب، والعلوم السلوكية، والتصميم، والدراسات الإعلامية، والعديد من المجالات الأخرى. وقد شاع هذا المصطلح من قبل ستيوارت كارد « Stuart K. Card » وألن نيويل « Allen Newell » من جامعة كارنيجي ميلون « Carnegie Mellon University » وتوماس موران « Thomas P. Moran » من مختبرات أبحاث وادي آلمدن آي بي إم « IBM Research - Almaden » في كتابهم الرائد سنة 1983 علم نفس التفاعل بين الإنسان والحاسوب، على الرغم من أن الكتّاب استخدموا المصطلح لأول مرة عام 1980  وكان أول استخدام معروف له في عام 1975. وعلى عكس العديد من الأدوات ذات الإستخدامات المحدودة (مثل المطرقة، مفيدة لطرق المسامير، ولكن ليس لها استخدمات أخرى كثيرة) فإن مصطلح التفاعل بين الإنسان والحاسوب يتضمن أن الكمبيوتر متعدد الاستخدامات وهذا يمثل حواراً مفتوحاً بين المستخدم من جهة وجهاز الكمبيوتر من جهة أخرى، مفهوم هذا الحوار يشابه بين التفاعل بين الإنسان والحاسوب وتفاعل الإنسان مع إنسان آخر، حيث يعتبر هذا التشبيه مهماً ضمن القواعد النظرية في هذا المجال. هنالك العديد من المنهجيات البحثية والأدوات التي تستخدم في بحث التفاعل بين الإنسان والحاسوب مثل الاستطلاعات والتحليل إحصائي ودراسة حالة والتصميم التشاركي.

## مقدمة
البشر تتفاعل مع أجهزة الكمبيوتر بطرق كثيرة، والواجهات المستخدمة «Interfaces» بين البشر وأجهزة الكمبيوتر تستخدم لتسهيل هذا التفاعل، مثل تطبيقات سطح المكتب ومتصفحات الإنترنت وأجهزة الكمبيوتر المحمولة ويسهل ذلك واجهات المستخدم الرسومية (GUI).

## أهداف
يهدف مجال التفاعل البشري-الحاسوبي إلى تصميم واجهات الاستخدام وتطوير التقنيات لتحسين قابلية الاستخدام وقابلية الوصول وتجربة المستخدم. بدأ مجال التفاعل البشري-الحاسوبي HCI كمجال تخصصي ضمن علوم الحاسب، محتضناً العلوم المعرفية وهندسة العوامل البشرية (Human Factors Engineering)، وقد توسع مجال التفاعل البشري-الحاسوبي على مدى أربعة عقود جاذباً الخبراء من تخصصات علمية متعددة أخرى مثل الهندسة الصناعية والتصميم والعلوم السلوكية وعلم النفس الإدراكي والحوسبة الاجتماعية، دامجاً العديد من المفاهيم والتوجهات اتصميم وتطوير التقنية. يجمع التفاعل البشري-الحاسوبي HCI وإلى حد كبير مجموعة من مجالات البحث العلمي والممارسة شبه المستقلة وذلك في المجال المعلوماتي المتمحور حول المستخدم مثل تصميم تجربة المستخدم (UX Design) وهندسة قابلية الاستخدام (Usability Engineering) وقابلية الوصول (Accessibility) والتصميم التفاعلي (Interaction Design) والأنظمة التعاونية (CSCW).
إنتاج انظمه امنه قابله للاستخدام وانظمه وظيفية كذلك، ولكي يتحقق هذا علي المكورين لن يراعوا العناصر التالية:
1. فهم كيفية استخدام الناس للتكنولوجيا
2. بناء أنظمة موائمة
3. تحقيق تفاعل آمن وفاعل ومؤثر
4. إعطاء أولوية للعامل البشري، فلابد من وضع احتياجات العامل البشري وقدراته وخيراته في المرتبة الأولى، فليس بالضرورة أن يغير الناس من طريقة استخدامهم للنظام والأولى أن يتم تصميم النظام حسب احتياجاتهم